# Крутиховская, Зинаида Александровна
Зинаида Александровна Крутиховская (укр. Зінаїда Олександрівна Крутиховська; 3 [16] октября 1916, Каргаполье, Пермская губерния — 28 декабря 1986, Киев) — советский геофизик, геолог, доктор геолого-минералогических наук (1971), профессор (1972), Заслуженный деятель науки Украинской ССР (1979).
На основе ее разработок была проведена оценка запасов месторождений магнетита в Большом Криворожском бассейне, создана магнитная модель земной коры Украинского щита, а затем и других щитов СССР — Балтийского и Анабарского.

## Биография
Зинаида Александровна Крутиховская родилась 3 (16) октября 1916 года в селе Каргаполье Каргапольской волости Шадринского уезда Пермской губернии, ныне рабочий посёлок — административный центр Каргапольского муниципального округа Курганской области Российской Федерации.
По окончании в 1931 году школы-семилетки продолжить учебу в геологоразведочном ФЗУ (фабрично-заводском ученичестве) при металлургическом комбинате города Алапаевска, но вскоре бросила учёбу.
В 1932 году поступила и в 1938 году окончила Свердловский горный институт по специальности «Геофизические методы разведок», ей присвоили квалификацию «инженера-геолога» с дипломом первой степени.
С 1938 года она работала в Уральском геологическом управлении, сначала в тресте Прикамнефть, потом в Богословской геофизической партии Уральского геологического управления, занималась изучением угольных объектов. В 1939 году проводила гравиразведку, магниторазведку и электроразведку неподалеку от Богословского и Волчанского буроугольных месторождений в Серовском районе Свердловской области. Затем под ее руководством выполнялись электроразведочные работы на каменноугольном месторождении Скальное в Чусовском районе Молотовской (ныне Пермской) области и в Алапаевском районе Свердловской области.
В 1943 году поступила в аспирантуру ВНИИ метрологии, но вскоре оставила учёбу.
С октября 1944 года работала в Украинском геологическом управлении в Киеве. Одновременно, с 1945 по 1950 годы преподавала в Киевском геолого-разведывательном техникуме.
В 1945—1947 годах возглавляла геофизические исследования на Кременчугской магнитной аномалии.
В 1954 году руководила комплексным геологическим исследованиям В 1954 году поступила сразу на второй курс аспирантуры киевского Института геологических наук АН УССР и в 1956 году под руководством В.Г. Бондарчука подготовила и успешно защитила в Киевском государственном университете диссертацию на соискание ученой степени кандидата геолого-минералогических наук.
В 1955 году Крутиховская перешла на работу в Институт геологических наук АН УССР, с 1959 года —  старший научный сотрудник.
С 1961 по 1986 годы работала в Институте геофизики АН УССР, сначала заведующей лаборатории магниторазведки. В 1964 году была назначена заведующей отдела постоянного магнитного поля Земли, а в 1981 году перешла на должность старшего научного сотрудника-консультанта. На этой работе работала до самой смерти.
В 1971 году защитила докторскую диссертацию «Глубинное строение и прогнозная оценка украинской железнорудной провинции»
В 1975 году участвовала в работе XVI Генеральной ассамблеи Международного союза геодезии и геофизики, Гренобль, Франция.
Зинаида Александровна Крутиховская умерла 28 декабря 1986 года в городе Киеве Украинской ССР, ныне город — столица Украины.

## Научная деятельность
Основные направления научных исследований:
- проблемы исследования магнитного и гравитационного полей Земли,
- тектоника и глубинное строение Украинского щита, особенности строения и истории развития его железорудной провинции
- изучение глубинного строения железорудных районов УССР[3].

### Научные труды
В некоторых изданиях имя автора — Зоя Александровна Крутиховская.
- Крутиховская З.А., Поддубный С.А. Инструкция по гравиразведке с вариометрами. — М.: Госгеолитиздат, 1952. — 87 с. — 4000 экз.[4]
- Крутиховская З.А., Кужелов Г.К. Применение геофизических методов для изучения железнорудной формации Украинского кристаллического щита. — М.: Госгеолтехиздат, 1960. — 130 с. — 3000 экз.[5]
- Крутиховская З.А., Шмидт Н.Г. Геофизические методы поисков и разведки железнорудных месторождений. — М.: Госгеолтехиздат, 1961. — 78 с. — 2000 экз.[6]
- Крутиховская З.А. Глубинное строение и прогнозная оценка Украинской железорудной провинции (По данным геофиз. исследований). — Киев: Наукова думка, 1971. — 207 с. — 1000 экз.[7]
- Намагниченность пород железнорудных формаций Большого Кривого Рога и КМА / З.А. Крутиховская, В.Н. Завойский, С.М. Подолянко, Б.Я. Савенко. — Киев: Наукова думка, 1964. — 179 с. — 870 экз.[8]
- Проблемы физики Земли на Украине / З.А. Крутиховская, И.К. Пашкевич, И.И. Рокитянский и др. Отв. ред. и авт. предисловия С.И. Субботин. — Киев: Наук. думка, 1975. — 173 с. — 1300 экз.[9]
- Структура фундамента и железорудные месторождения Северного склона Украинского щита / З.А. Крутиховская, И.М. Силина, В.Н. Завойский. Отв. ред. З.А. Крутиховская. — Киев: Наук. думка, 1975. — 231 с. — 1000 экз.[10]
- Магнитная модель и структура земной коры Украинского щита / З.А. Крутиховская, И.К. Пашкевич, И.М. Силина. — Киев: Наукова думка, 1982. — 215 с. — 700 экз.[11]
- Крутиховская С. А. Проблемы создания магнитной модели земной коры древних щитовые / С. А. Крутиховская // Геофизический сборник. — 1976. — Вып. 73;
- Крутиховская С. А. Тектоника раннего докембрия Украинского щита // Региональная тектоника докембрия СССР. — Ленинград, 1980 (соавт.);
- Крутиховская С. А. Магнитная модель земной коры платформенного типа // Геофизические исследования литосферы. — К., 1984 (соавт.);
- Крутиховская С. А. Ранние этапы становления, структура и металлогения литосферы юга Восточно-Европейской платформы / С. А. Крутиховская // ГФЖ. — в 1987. — Т. 9. — № 3.

## Награды
- Орден «Знак Почета»
- Государственная премия УССР в области науки и техники, 1972 год, за разработку и внедрение методики геологического картирования, поисков и изучения глубинного строения месторождений Украинской железорудной провинции геофизическими методами.
- Заслуженный деятель науки Украинской ССР, 1979 год.

## Семья
Род священников Крутиховских получил фамилию от Крутихинской слободы (ныне село Крутиха Далматовского муниципального округа Курганской области). По данным ревизии 1710 года в церкви Пресвятые Богородицы Владимирския Крутихинской слободы был поп Иван Васильев (фамилия не указана). Затем священником был его сын Иосиф. С 1770 года его внук Иван Иосифович (род. 1730, конец службы — 1787 год) во всех документах стал отмечаться по фамилии Крутиховский. Его сын Герасим Иванович Крутиховский в 1800 году был священником Знаменской церкви Масленской слободы. У Герасима внук — Павлин Александрович, дед Зинаиды Александровны Крутиховской.
- Отец — Крутиховский Александр Павлинович (1876—?), сын псаломщика церкви Билимбаевского завода Екатеринбургского уезда[12], служил в разных церквях псаломщиком, диаконом, затем до революции работал инструктором-бухгалтером в потребительской кооперации, а в советское время — преподаватель английского и немецкого языков в школе. Арестован 22 октября 1936 года и приговорен 8 апреля 1937 года к 10 годам исправительно-трудовых лагерей. После окончания Ленинградской лесотехнический академии 28 лет работал лесничим в разных районах Кавказа.
- Мать — Мария Дмитриевна (урожд. Сенокосова, 1878—1942).
- Брат — Николай (1910—?), Арестован 22 октября 1936 года, приговорён 8 апреля 1937 года, 10 лет ИТЛ.
- Первый муж — Аркадий Антонович Сержант, геофизик, репрессирован.
  - Сын — Игорь[13].
- Второй муж (с 1943 года) — Гавриил Курманович Кужелов (17 декабря 1912 — 16 января 1963), геофизик, участник Великой Отечественной войны.